# Tadej Čimžar
Tadej Čimžar (* 21. April 1992 in Kranj) ist ein slowenischer Eishockeyspieler, der seit 2020 beim HK Olimpija Ljubljana unter Vertrag steht und mit dem Klub ab 2021 in der Österreichischen Eishockeyliga spielt.

## Karriere
Tadej Čimžar begann seine Karriere beim HK Triglav Kranj in seiner Geburtsstadt, für den er schon als Jugendlicher spielte. In der Spielzeit 2009/10 debütierte er in der Herren-Mannschaft in der multinationalen Slohokej Liga. Ab 2013 spielte er mit dem Klub in der ebenfalls multinationalen Inter-National-League. 2015 wechselte er zum HDD Jesenice, der zunächst ebenfalls in der Inter-National-League und ab 2016 in der Alps Hockey League antrat. Mit seinem neuen Klub konnte er 2017 und 2018 die slowenische Meisterschaft und 2018 auch den slowenischen Eishockeypokal gewinnen. Nach einem Jahr beim GKS Katowice in der Polska Hokej Liga steht er seit 2020 beim HK Olimpija in Ljubljana unter Vertrag. Mit dem Hauptstadtklub gewann er 2021 die Alps Hockey League und wechselte dann in die Österreichische Eishockey-Liga. 2022 und 2023 gewann er das Double aus slowenischer Meisterschaft und Pokal.

### International
Für Slowenien nahm Čimžar im Juniorenbereich an der U18-Junioren-Weltmeisterschaften der Division II 2010, als der Aufstieg in die Division I gelang, sowie den U20-Weltmeisterschaften der Division I 2011 und 2012 teil. 
Im Seniorenbereich stand er erstmals im Aufgebot seines Landes bei den Weltmeisterschaften der Division I 2019 und 2022. Zudem vertrat er seine Farben bei den Olympiaqualifikationsturnieren für die Winterspiele 2022 in Peking.

## Erfolge und Auszeichnungen
- 2010 Aufstieg in die Division I bei der U18-Weltmeisterschaft der Division II, Gruppe B
- 2017 Slowenischer Meister mit dem HDD Jesenice
- 2018 Slowenischer Meister mit dem HDD Jesenice
- 2018 Slowenischer Pokalsieger mit dem HDD Jesenice
- 2021 Gewinn der Alps Hockey League mit dem HK Olimpija Ljubljana
- 2022 Slowenischer Meister und Pokalsieger mit dem HK Olimpija
- 2022 Aufstieg in die Top-Division bei der Weltmeisterschaft der Division I, Gruppe A
- 2023 Slowenischer Meister und Pokalsieger mit dem HK Olimpija